# Louis Rosier
Louis Rosier, född 5 november 1905 i Chapdes-Beaufort i Puy-de-Dôme, död 29 oktober 1956 i Neuilly-sur-Seine, var en fransk racerförare.

## Racingkarriär
Rosier började tävla med Harley-Davidson motorcykel 1927. Han tävlade i Backe och sportvagnsracing i Le Mans 24-timmars 1938.
Under andra världskriget tillhörde han motståndsrörelsen i sin region och hans fru och hans dotter togs som gisslan och skickades till Tyskland. Efter kriget åkte han till Tyskland för att leta efter dem.  1946 började Rosier tävla igen, nu med en Talbot, bland annat i Monte Carlo-rallyt. 
Rosier köpte sedan en Talbot-Lago och började delta i ett antal nationella franska grand prix-race. Hans första större segrar kom i Albi 1947 och Forez 1948. Han vann sedan  Belgiens Grand Prix 1949 och det franska mästerskapet 1949-1953. Rosier vann Le Mans 24-timmars 1950, tillsammans med sin son Jean-Louis. 
Rosier tävlade huvudsakligen i sitt privata stall Ecurie Rosier i en Talbot-Lago T26C men han var även fabriksförare för Talbot-Lago i ett par lopp. Han deltog i det allra första formel 1-loppet, vilket kördes i Storbritannien 1950. Han kom femma på Silverstonebanan och kom sedan trea i Schweiz 1950 och i Belgien 1950. Han vann dock grand prix-loppen i Nederländerna utanför mästerskapet 1950 och 1951.
Säsongen 1952 bytte han till en Ferrari 500 som han tävlade med under nästan tre säsonger varefter han istället bytte till en Maserati 250F.
Rosier tävlade även i sportvagnsracing och rally och deltog i Carrera Panamericana 1953. Han var också den som lade fram idén till racerbanan Circuit de Charade, vilken senare blev namngiven efter honom. I slutet av 1956 snurrade han med en Ferrari sportbil under en tävling på Linas-Montlhéry-banan. Bilen slog runt på den våta banan och Rosier fick svåra skallskador och han avled tre veckor senare på sjukhuset i Neuilly-sur-Seine.

## F1-karriär
| Säsong | Stall/Tillverkare                                                                        | Poäng | Placering |
| ------ | ---------------------------------------------------------------------------------------- | ----- | --------- |
| 1950   | Talbot-Lago-Talbot Ecurie Rosier (Talbot-Lago-Talbot) Charles Pozzi (Talbot-Lago-Talbot) | 8 5   | 4         |
| 1951   | Ecurie Rosier (Talbot-Lago-Talbot)                                                       | 3     | 12        |
| 1952   | Ecurie Rosier (Ferrari)                                                                  | 0     | –         |
| 1953   | Ecurie Rosier (Ferrari)                                                                  | 0     | –         |
| 1954   | Ecurie Rosier (Ferrari) Ecurie Rosier (Maserati) Maserati                                | 0     | –         |
| 1955   | Ecurie Rosier (Maserati)                                                                 | 0     | –         |
| 1956   | Ecurie Rosier (Maserati)                                                                 | 2     | 19        |